# Hackenköpfe
L' Hackenköpfe è una montagna composta da una serie di vette in successione sita nei Monti del Kaiser occidentali, in Austria. La loro altitudine massima è di 2 126 m sul livello del mare.

## Geografia
Le vette si trovano sulla dorsale montuosa che corre verso ovest dal Sonneck, tra il Treffauer e il Scheffauer. L'Hackenkopf occidentale raggiunge i 2 092 m sul livello del mare , l'Hackenkopf centrale raggiunge i 2 119 m sul livello del mare e l'Hackenkopf orientale, con i suoi 2 126 m sul livello del mare, è la cima più alta del gruppo. Tutte le cime appartengono al comune di Kufstein.

## Geologia, fauna e flora
Le vette Hackenköpfe sono composte principalmente da calcare. A nord, si gettano nella valle Kaisertal in pareti rocciose alte fino a 800 metri, mentre a sud digradano in pareti rocciose aspre, scoscese, in parte erbose e a tratti frastagliate. La cresta è intervallata da rocce e presenta anche numerose zone erbose. Oltre a tratti di cresta estremamente stretti, ci sono anche ampie conche erbose e fenditure. I camosci vivono soprattutto nella zona di passaggio al Wiesber .

## Alpinismo
La salita avviene più comunemente attraverso la cresta del Sonneck o la cresta del Scheffauer. L'accesso avviene solitamente da ovest a est, ovvero dalla Scheffauer, poiché i tratti più impegnativi si trovano proprio in salita.
La via normale comprende numerosi passaggi di arrampicata con difficoltà fino al II grado secondo l'UIAA , oltre a tratti più lunghi con sentiero. È senza protezioni; in alcuni punti è segnalata con ometti di pietra e in altri con punti rossi. Ci sono molti passaggi esposti e in alcuni punti la cresta è estremamente stretta. L'Hackenkopf occidentale è raggiungibile solo con un'arrampicata di livello di difficoltà II; le altre due cime possono essere scalate anche da est con un livello di difficoltà I. I due passaggi più difficili, da ovest a est, sono il gradino a parete (ganci con fettuccia) alla fine del sentiero che conduce dal Widerauersteig verso l'Hackenkopf occidentale e il canalone a camino prima dell'Hackenkopf centrale. In ogni caso sono essenziali passo sicuro, assenza di vertigini, abilità di arrampicata e un buon senso dell'orientamento.
L'accesso da ovest inizia con un sentiero sul versante nord, circa 20 metri più in basso rispetto alla sella all'inizio del sentiero Widauersteig; da est, l'accesso inizia dove il sentiero di montagna segnalato dalla Kaiserhochalm al Kopfkraxen-Sonneck raggiunge la cresta del Wiesberg. La popolare ma impegnativa traversata della cresta dallo Scheffauer al Sonneck, con partenza da Scheffau am Wilden Kaiser, attraversa tutte e tre le cime dell'Hackenköpfe, sebbene sia possibile aggirare anche la cima orientale dell'Hackenkopf.
I tratti più difficili, da ovest a est, sono la parete rocciosa verticale dietro l'intaglio dopo la fine del sentiero dall'attacco (un chiodo facilita la salita lì, II+ grado di difficoltà, il tratto più difficile dell'intera traversata). Poco più avanti, la cresta verso il Mittlerer Hackenkopf diventa molto stretta (spigolo di roccia tagliente); prima di ciò, c'è una breve discesa a destra (II-) e una traversata sottostante sul versante ovest (due chiodi). Un tratto di cresta rocciosa molto esposto, stretto e prima della struttura sommitale del Mittlerer Hackenkopf, seguito da un canale a camino ben gradato sulla struttura sommitale stessa (spesso bagnato, II). Prima dell'Östliche Hackenkopf c'è una breve discesa (II), che può essere aggirata anche verso est. Dopo l'Östliche Hackenkopf c'è una traversata ripida e molto esposta sul versante est su una cengia rocciosa (molto stretta, I). Segue la traversata di una lastra di roccia liscia e inclinata (I).
La distanza a piedi/in arrampicata è di oltre tre chilometri (dal Scheffauer al Sonneck) e l'escursione dura dalle tre alle quattro ore. L'escursione è sconsigliata in caso di pioggia.